# Cantone di Le Pouzin
Il Cantone di Le Pouzin è una divisione amministrativa dell'arrondissement di Privas.
È stato costituito a seguito della riforma approvata con decreto del 13 febbraio 2014, che ha avuto attuazione dopo le elezioni dipartimentali del 2015.

## Composizione
Comprende i 13 comuni di:
- Baix
- Cruas
- Meysse
- Le Pouzin
- Rochemaure
- Rompon
- Saint-Bauzile
- Saint-Julien-en-Saint-Alban
- Saint-Lager-Bressac
- Saint-Martin-sur-Lavezon
- Saint-Pierre-la-Roche
- Saint-Symphorien-sous-Chomérac
- Saint-Vincent-de-Barrès